# Kirjat Moše

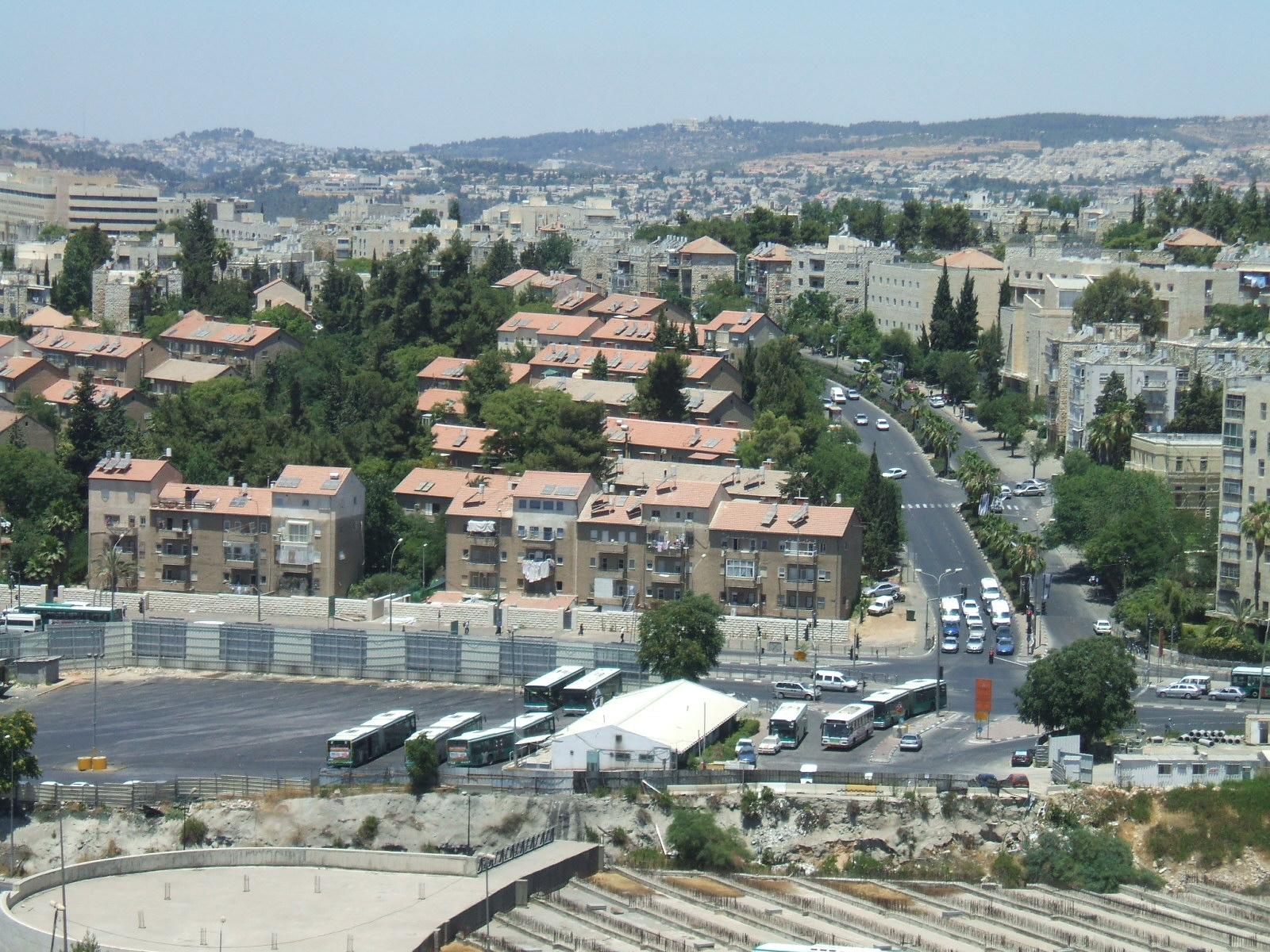
Kirjat Moše

Kirjat Moše je jeruzalémská čtvrť, pojmenovaná po britském židovském filantropovi Moše Montifiorovi. Sousední čtvrť je Giv'at Ša'ul.

## Historie
Čtvrť byla založena roku 1923 fondem Moses Montefiore Testimonial Fund z Londýna. Byla to jedna z tehdy založených zahradních čtvrtí (Bejt ha-Kerem, Talpijot, Rechavja a Bajit va-Gan. Navrhl ji německo-židovský architekt Richard Kaufmann. Šlo od počátku o čtvrť praktikujících Židů, sídlilo tu mnoho rabínů a osobností hnutí Mizrachi. Dodnes tu sídlí významné ješivy, např. Merkaz ha-rav a Machon Meir.

Roku 1956 se sem přestěhovala z Bajit va-Gan pekárna Angel's, největší pekárna v Izraeli. Bydlel tu i český spisovatel Viktor Fischl.